# 製圖六體
製圖六體，中国古代最早的制图理论，晋代制图学家裴秀总结前人制图经验，提出的绘制地图的六条原则。
裴秀在编绘“禹贡地域图”、“地形方丈图”等过程中，总结前人经验，独创性地在《禹贡地域图序》中提出六条制图原则，即“制图六体”：
1. 分率（比例尺），所以辨广轮之度
2. 准望（方位），所以正彼此之体
3. 道里（道路里程），所以定所由之数
4. 高下（地势起伏）
5. 方邪（倾斜角度）
6. 迂直（河流、道路的曲直）

依六体制图，可审曲直远近，避免得之一隅而失之他方的偏差。主要说明绘制地图必须制定比例尺以及测得地物之间的方向与地物间的水平直线距离，即今地图学上比例尺、方向和距离三要素，为中国传统地图学奠定了理论基础。一直到明朝末年，被中国制图者所遵循，在世界地图史上也有重要地位。载于《禹贡地域图序》、《艺文类聚》、《初学记》中。